# Heinz Hoffmann (Diplomat)
Heinz Hoffmann (* 8. September 1921 in Berlin) ist ein ehemaliger deutscher  Gewerkschafter (FDGB) und Diplomat. Er war Botschafter der DDR in Belgien und in Luxemburg.

## Leben
Hoffmann besuchte die Volksschule und anschließend das Gymnasium, das er mit dem Abitur abschloss. Während des Zweiten Weltkrieges leistete er als Unteroffizier der Luftnachrichtentruppe Kriegsdienst. 
Nach 1945 wurde Hoffmann Mitglied der SED und arbeitete als Fachlehrer für Geschichte. In den 1950er Jahren wirkte er als Sektorenleiter in der Abteilung Allgemeinbildende Schulen des ZK der SED. Ab 1961 war er Sekretär und von 1962 bis 1972 stellvertretender Vorsitzender des Zentralvorstandes der Gewerkschaft Unterricht und Erziehung im FDGB. Von 1972 bis 1973 war er als Mitarbeiter im Ministerium für Auswärtige Angelegenheiten der DDR tätig. Von Mai 1973 bis Juli 1986 war er DDR-Botschafter in Brüssel und von Juni 1973 bis Juli 1986 als Botschafter zweitakkreditiert in Luxemburg.
Von 1989 bis 1990 war Hoffmann Präsident der Freundschaftsgesellschaft DDR-Belgien.

## Auszeichnungen
- Verdienter Lehrer des Volkes (1970)
- Vaterländischer Verdienstorden in Bronze (1975), in Silber (1981) und in Gold (1985)